# بالانوفو
بالانوفو (به بلغاری: Balanovo) روستایی در بلغارستان است که در شهرستان دوپنیتسا واقع شده‌است. بالانوفو ۴۵۴ نفر جمعیت دارد و ۵۴۱ متر بالاتر از سطح دریا واقع شده‌است.